# Park-šuma Oporovec
Park-šuma Oporovec, park-šuma u Hrvatskoj i jedna od 17 park-šuma na prostoru Grada Zagreba. Nalazi se na padinama Medvednice kod Oporovca. Ukupna površina iznosi 147,20 ha, od čega na šume odpada 136,00 ha,  od čega na privatne šume odpada 126,94 ha, a na državne 9,06 ha. Prosječna drvna zaliha iznosi 236,91 m3/ha s prirastom od 10,10   m3/ha.  Državne šume su šume hrasta kitnjaka,  visokog uzgojnog oblika, normalnog obrasta u dobi od 50 godina. U njima se preporuča proreda s uobičajenim intezitetom i načinom. Privatne su šume po strukturi i uzgojnom obliku slične Dankovačkoj šumi, Miroševčini, Remetama i ostlaim, te su u njima istovjetni i radovi koje treba obavljati.  
Državnih šuma je 9,06 ha, privatnih 126,94 ha, ostalih površina 11,20 ha. Prosječna drvna zaliha je 236,91 prostorni metar po hektaru. Prosječni godišnji tečajni prirast je 10,10 prostornih metara po hektaru.